# Camp Humphreys
Camp Humphreys (en hangul, 캠프 험프리스; romanización revisada, kaempeu heompeuriseu), también conocido como United States Army Garrison-Humphreys (USAG-H), es una guarnición militar del Ejército de los Estados Unidos ubicada cerca de las áreas metropolitanas de Anjeong-ri y Pyeongtaek en Corea del Sur. Camp Humphreys es sede del Aeródromo del Ejército Desiderio, el aeródromo del Ejército de los Estados Unidos más ocupado en Asia, con una pista de 8124 pies (2476,2 m). Además del aeródromo, hay varias unidades de apoyo directo, transporte y tácticas del Ejército de los Estados Unidos ubicadas allí, incluyendo la Brigada de Aviación de Combate, la 2.ª División de Infantería. La guarnición tiene un área de 3.454 acres (1.398 hectáreas) y costó 11 mil millones de dólares estadounidenses. Camp Humphreys es la base militar estadounidense en el extranjero más grande, albergando unos 500 edificios y comodidades.
En 2004, se alcanzó un acuerdo entre los gobiernos de Estados Unidos y de Corea del Sur para trasladar todas las fuerzas estadounidenses a guarniciones al sur del río Han y reubicar las Fuerzas de Estados Unidos en Corea y el Cuartel General del Comando de las Naciones Unidas a Camp Humphreys. Esos traslados se completaron en 2018 y transformaron Camp Humphreys en la guarnición más grande del Ejército de Estados Unidos en Asia. Bajo ese plan, la presencia de 28 500 tropas estadounidenses en Corea del Sur se consolidó y las Fuerzas de Estados Unidos en Corea se trasladaron desde la Guarnición de Yongsan en Seúl a Camp Humphreys. Camp Humphreys está 40 millas (64,4 km) al sur de la antigua base en Seúl y a unos 60 millas (96,6 km) de la Zona Desmilitarizada que divide Corea del Norte y Corea del Sur. Eso coloca la base aproximadamente al doble de distancia de Corea del Norte que su predecesora, una de las principales razones para el traslado. Aunque la nueva ubicación traslada la mayor parte de las tropas estadounidenses fuera del alcance de la artillería norcoreana, el ejército norcoreano ha desarrollado cohetes de gran calibre y misiles balísticos, así como una capacidad nuclear, capaces de alcanzar Camp Humphreys.

## Geografía
La ciudad de Anjeong-ri está ubicada adyacente a la puerta principal de Camp Humphreys. Pequeños pueblos agrícolas están ubicados a lo largo del perímetro.
La instalación cubría un área de 1210 acres (489,7 ha), pero como parte del Plan de Reubicación de Yongsan ese número ha crecido en 2328 acres (942,1 ha) a 3538 acres (1431,8 ha).
El área inmediata alrededor de Camp Humphreys es mayoritariamente agrícola y consiste principalmente en campos de arroz. Hay algunas colinas onduladas en las cercanías, pero en su mayoría las elevaciones son menores a 150 pies (45,7 m). Hay una pequeña cadena montañosa a unos siete millas al sur de Camp Humphreys, con picos que alcanzan 958 pies de elevación. Montañas más grandes están ubicadas al noreste, este y suroeste, todas dentro de 20 millas (32,2 km) con picos que alcanzan 2293 pies (698,9 m) de elevación al sur y 1000 pies (304,8 m) de elevación al sureste. Las áreas urbanas están situadas mayoritariamente al noreste del aeródromo. Seúl está ubicada aproximadamente a 55 millas (88,5 km) al noreste.
El río Ansong fluye de este a oeste hacia el Mar del Oeste y pasa tres millas al noroeste del aeródromo. A unos 12 millas (19,3 km) al oeste de Camp Humphreys, el río se ensancha y desemboca en la Bahía de Asan, cerca del Campo de Tiro Koon-ni.
Las numerosas áreas de agua alrededor de Camp Humphreys tienen un efecto en el clima. La abundante humedad es responsable de la mayoría de la niebla y los estratos que ocurren en el área. Esto es especialmente cierto desde la primavera hasta el otoño.

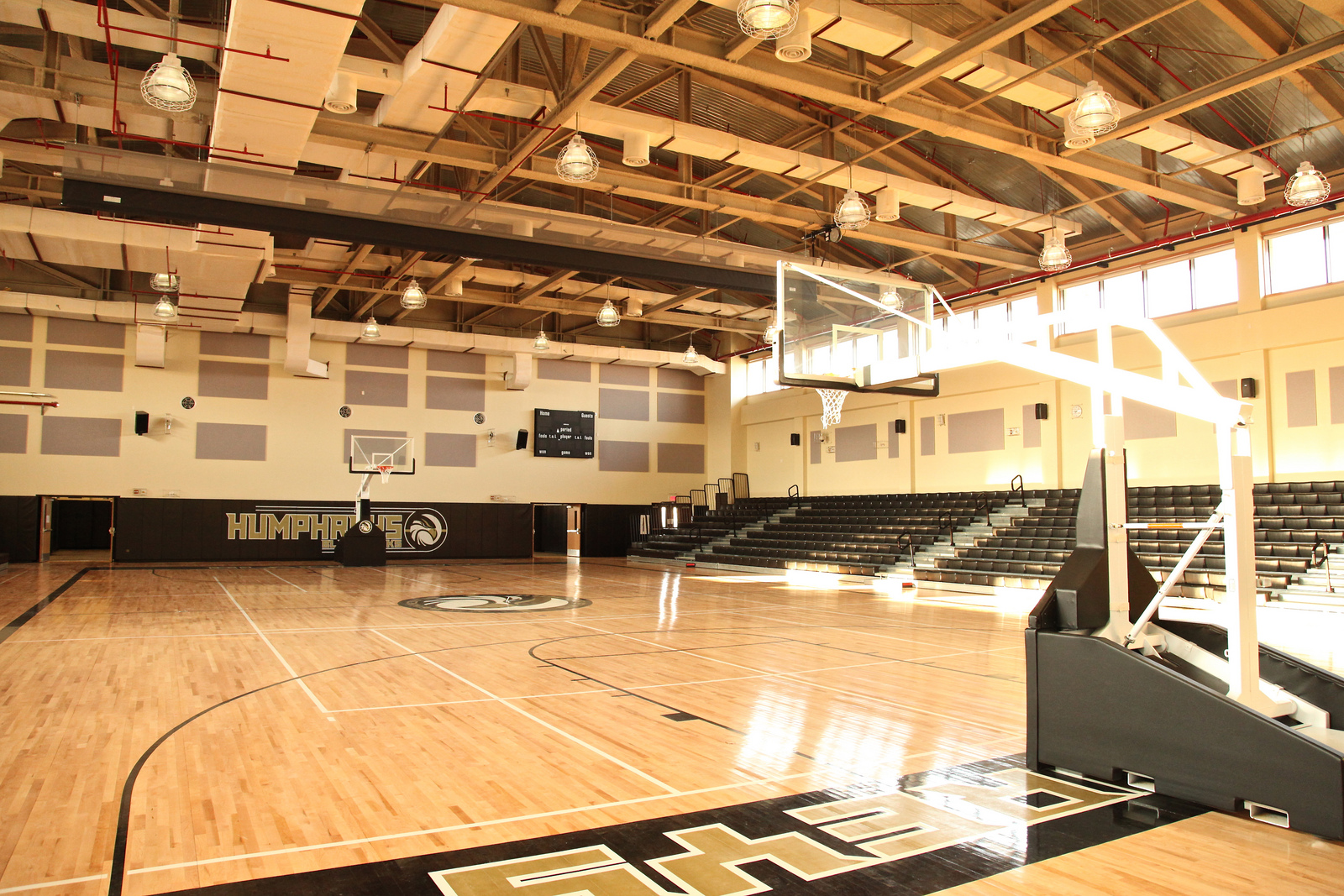
Gimnasio de la Escuela Media/Secundaria de Camp Humphreys
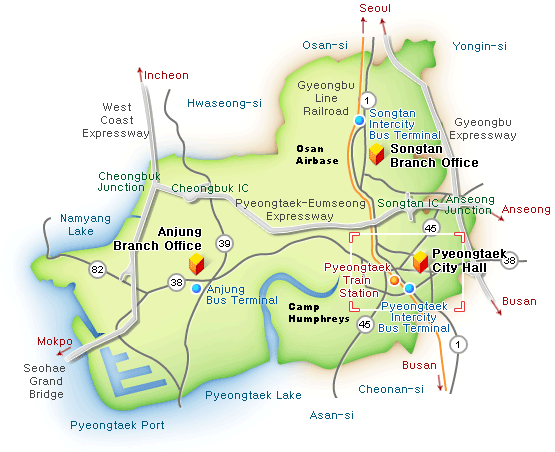
Mapa de Pyeongtaek mostrando la ubicación de Camp Humphreys

## Historia
La historia de Camp Humphreys se remonta a 1919, cuando el ejército japonés construyó el Aeródromo de Pyeongtaek. Durante la Guerra de Corea, el Aeródromo de Pyeongtaek fue nombrado K-6 después de ser reparado y mejorado por la Fuerza Aérea de los Estados Unidos para acomodar un Grupo Aéreo de Marines de EE.UU. y el 614th Tactical Control Group.

### Años 1960
En 1962, la base fue renombrada Camp Humphreys en honor al Jefe de Garantía Benjamin K. Humphreys, un piloto asignado a la 6th Transportation Company, quien murió en un accidente de helicóptero.
En 1964, el mando del Distrito Humphreys (más tarde redesignado como el 23rd Direct Support Group) fue activado como un mando de instalación separado del Octavo Ejército de los Estados Unidos, proporcionando todo el apoyo directo, suministro y mantenimiento, almacenamiento de toda la munición convencional en Corea, publicaciones del Adjutant General y ayudas de entrenamiento, y la Planta de Leche del Octavo Ejército de los Estados Unidos.

### Años 1970
En 1974, con la activación de la 19th Support Brigade, Camp Humphreys fue redesignado como U.S. Army Garrison, Camp Humphreys. USAG-Camp Humphreys todavía era responsable de todos los asuntos que afectaban al personal estacionado en Camp Humphreys, pero el 19th Support Command era responsable de todas las actividades de apoyo vitales para el Octavo Ejército de los Estados Unidos y sus unidades subordinadas. Aquellas unidades que anteriormente reportaban al 23rd Direct Support Group reportaban al 19th Support Command en Daegu. Solo las funciones básicas permanecieron con USAG Camp Humphreys.

### Años 1990
Más tarde, el 23rd Direct Support Group y el 19th Support fueron renombrados como el 23rd Support Group y el 19th Theater Army Area Command. El 17 de junio de 1996, la United States Army Support Activity Area III (USASA Area III) fue establecida y hecha responsable de la misión de apoyo en tiempo de paz para Camp Humphreys, Camp Long, Camp Eagle y las unidades del Ejército de los Estados Unidos asignadas a la Base Aérea de Suwon.

### Años 2000
Camp Eagle y Camp Long cerraron el 4 de junio de 2010, consolidando las actividades de apoyo de instalación en Camp Humphreys.

#### Protestas de 2005
Las [[protestas de Daechuri|protestas de Daechuri]] fueron una serie de grandes protestas contra el plan de los gobiernos surcoreano y estadounidense para expandir Camp Humphreys y convertirlo en la base principal para la mayoría de las tropas estadounidenses en Corea del Sur. Concluyeron cuando los residentes de Daechuri y otros pequeños pueblos cerca de Pyeongtaek acordaron un acuerdo con el gobierno según el cual dejarían sus hogares en 2006 y permitirían la expansión de la base. La compensación por la tierra promedió 600 millones de wones (alrededor de 600 000 dólares estadounidenses) por residente.
Bajo un pacto de intercambio de tierras de 2004, EE.UU. prometió devolver gradualmente un total de 170 kilómetros cuadrados de tierra que albergaban 42 bases militares y instalaciones relacionadas a Corea del Sur y mover las fuerzas militares estadounidenses de guarniciones en Seúl y al norte de Seúl a Camp Humphreys.
Con la creación del Comando de Gestión de Instalaciones el 24 de octubre de 2006, la United States Army Support Activity Area III fue redesignada como U.S. Army Garrison Humphreys y Area III el 15 de marzo de 2007.
El 13 de noviembre de 2007, funcionarios de USFK y surcoreanos realizaron una ceremonia de colocación de la primera piedra para la expansión de Camp Humphreys. Bajo ese plan, las 28 500 tropas estadounidenses en Corea del Sur se consolidarían en dos centros regionales en Pyeongtaek y Daegu para 2016.

### Años 2010
En 2010, el Ejército de EE.UU. anunció que se introduciría gradualmente una política de normalización de turnos. Los soldados solteros típicamente servirían turnos de dos años, y las tropas que trajeran familias se quedarían por tres años. Anteriormente, la mayoría de las tropas servían turnos de un año sin acompañantes en Corea. Se construiría infraestructura adicional para acomodar más familias.
El 2 de septiembre de 2011, funcionarios estadounidenses y surcoreanos participaron en una ceremonia conjunta de colocación de la primera piedra para marcar el inicio de la construcción de una escuela primaria para acomodar 850 estudiantes y una escuela secundaria para acomodar 950 estudiantes en Camp Humphreys.
El 26 de agosto de 2013, Camp Humphreys abrió una nueva escuela primaria. La nueva escuela primaria acogerá clases de kindergarten a quinto grado para una capacidad total de inscripción de 875 estudiantes.
A partir de 2017, el Ejército de EE.UU. llamó a Humphreys «la mayor plataforma de proyección de poder en el Pacífico». Con la etapa final de expansión de la base completada alrededor de 2020, Humphreys se triplicó en tamaño a casi 3500 acres, convirtiéndola en la base militar estadounidense en el extranjero más grande. Para acomodar más familias, se construyeron hasta doce torres de vivienda de 12 pisos. Se espera que la población de Humphreys supere los 45 000. Hasta el 93 % de los 10,7 mil millones de dólares de costo de expansión fueron pagados por Corea del Sur bajo un Acuerdo de Medidas Especiales de 2014.

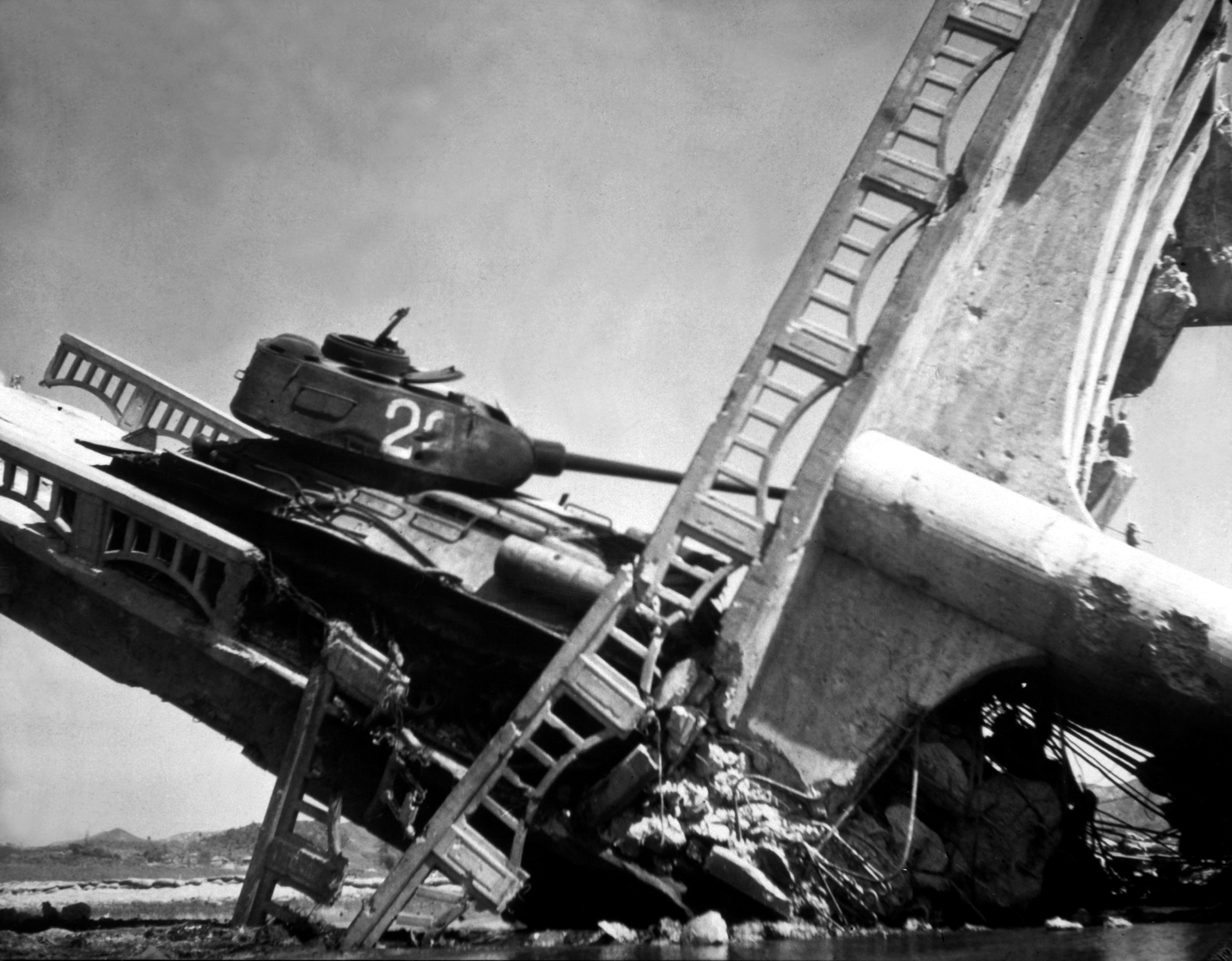
Tanque norcoreano destruido en un puente al sur de Suwon durante la Guerra de Corea.
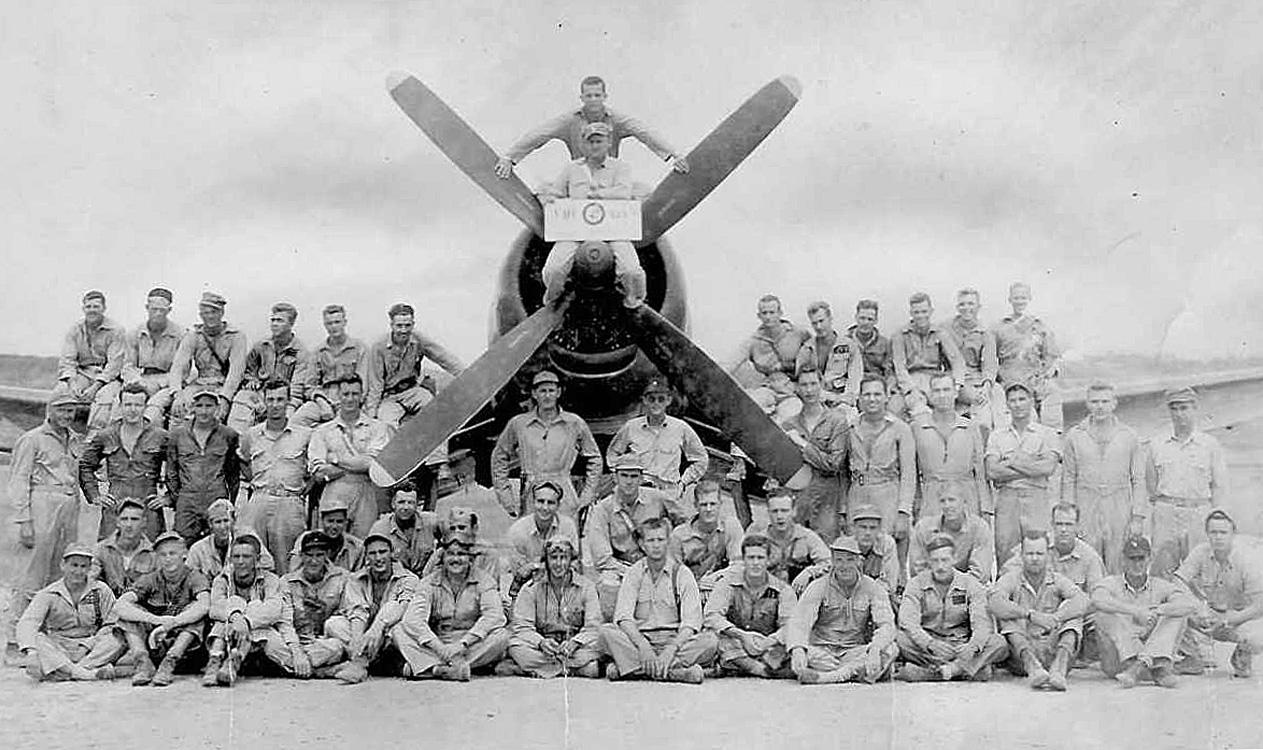
Marines en la Base Aérea K-6 posan para una foto durante la Guerra de Corea.
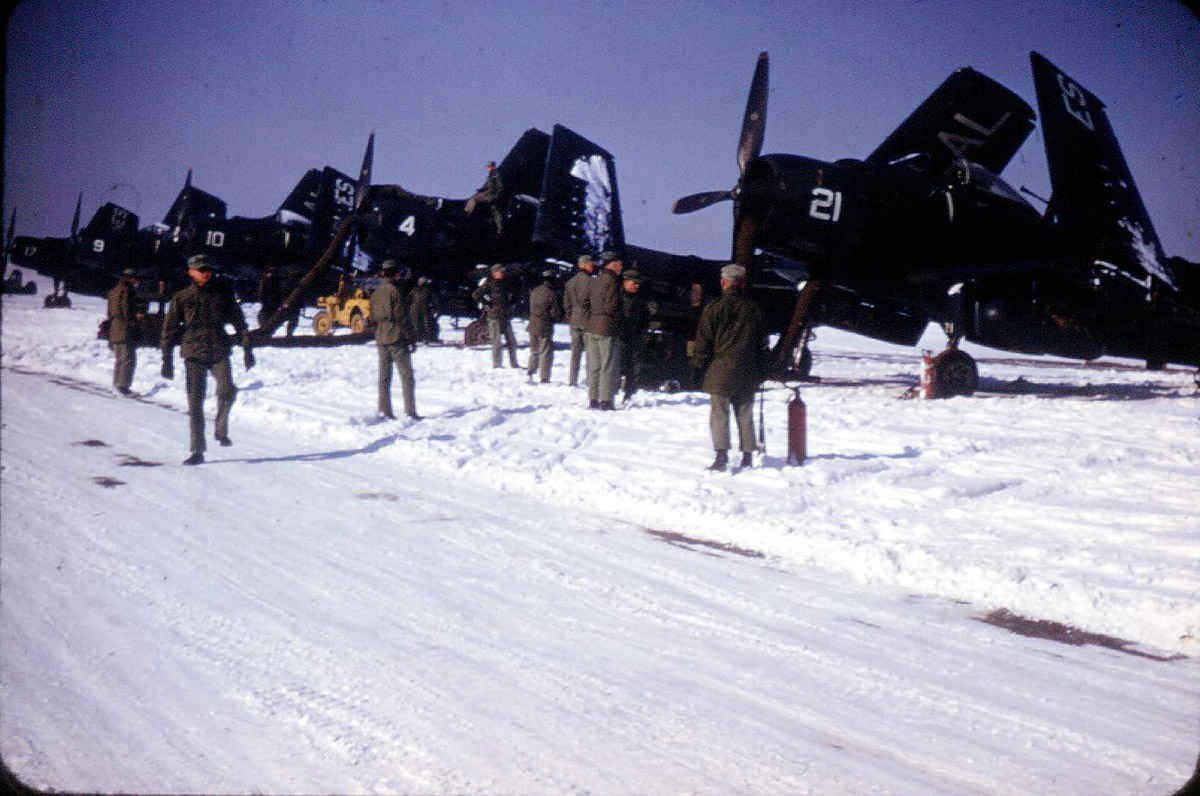
VMA-251 Thunderbolts en el aeródromo de Pyongtaek (K-6), Corea del Sur, en 1953/54.
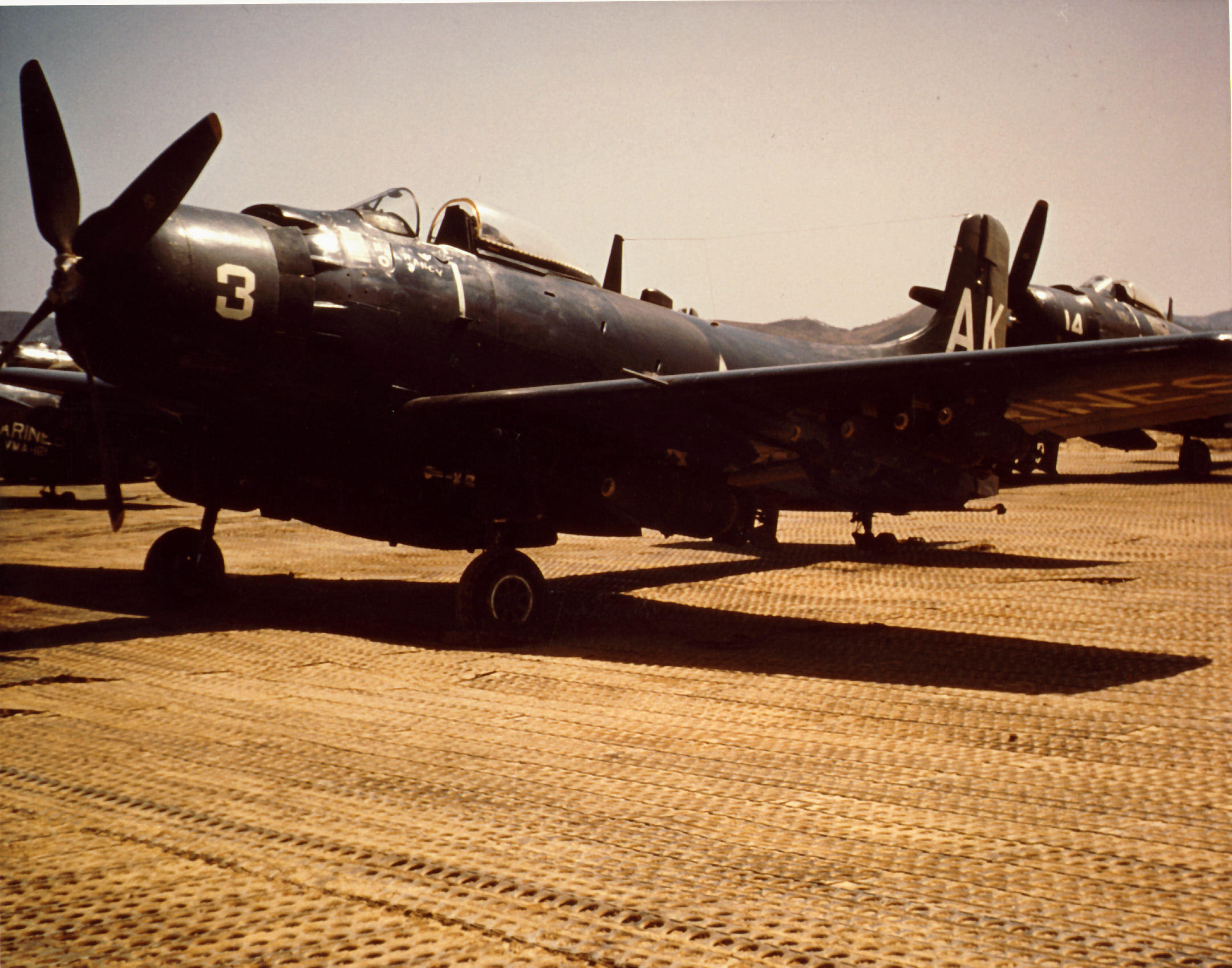
Un Douglas AD-2 Skyraider del Cuerpo de Marines de EE.UU. durante la Guerra de Corea.
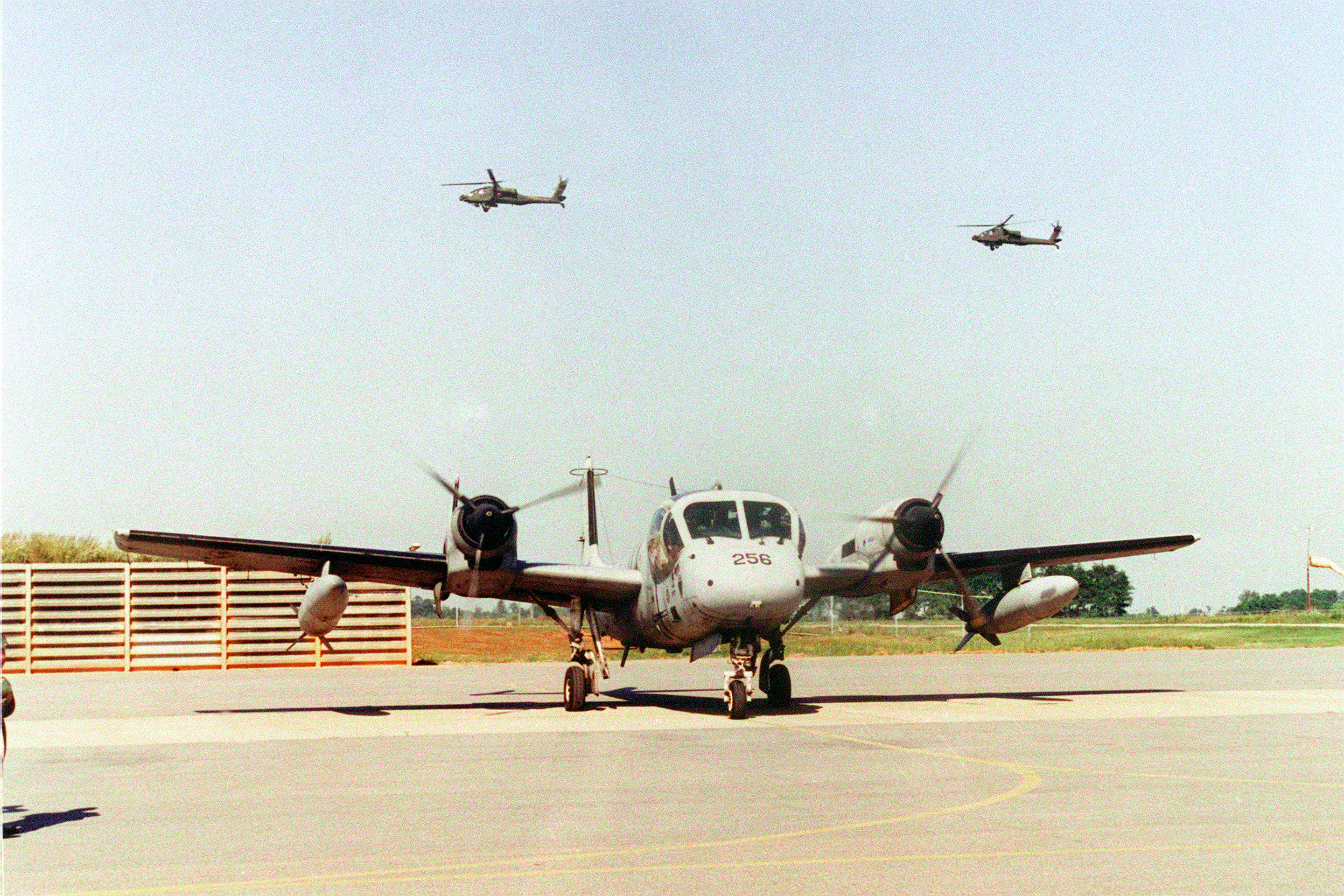
OV-1D Mohawk del Ejército de EE.UU. tomado en Camp Humphreys.
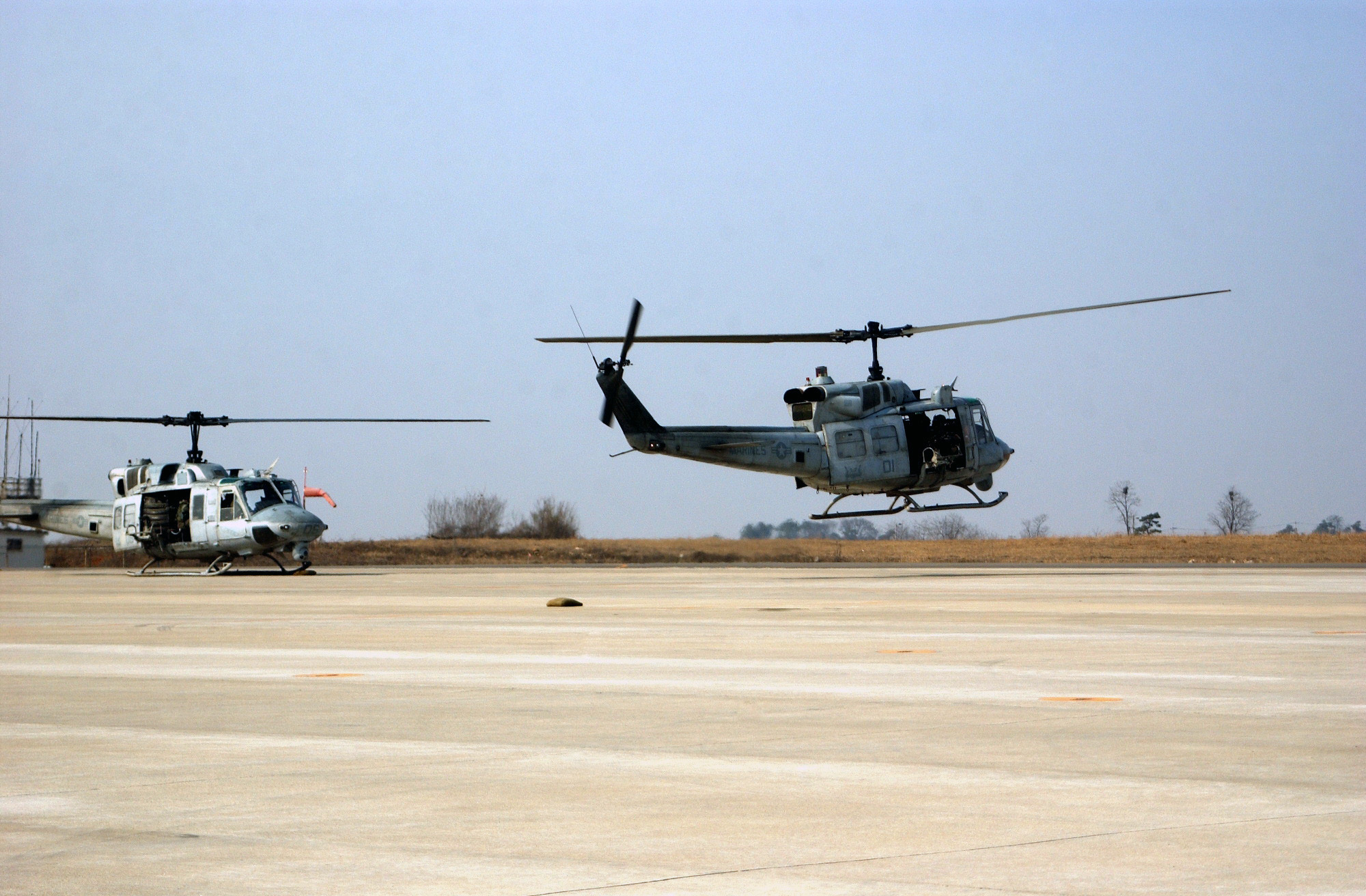
Helicóptero utilitario UH-1N Iroquois (Huey) (derecha) despega de la línea de vuelo en Camp Humphreys.
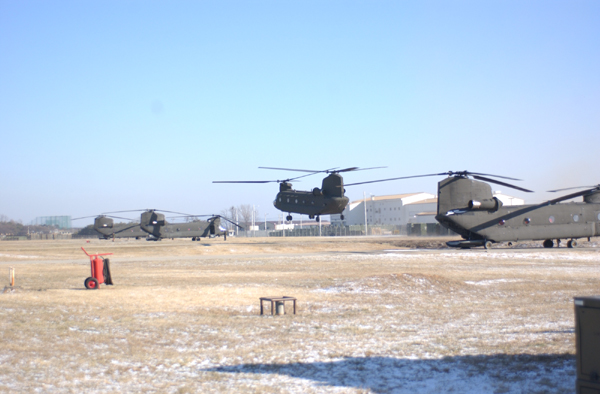
Un helicóptero CH-47 Chinook vuela en Camp Humphreys.
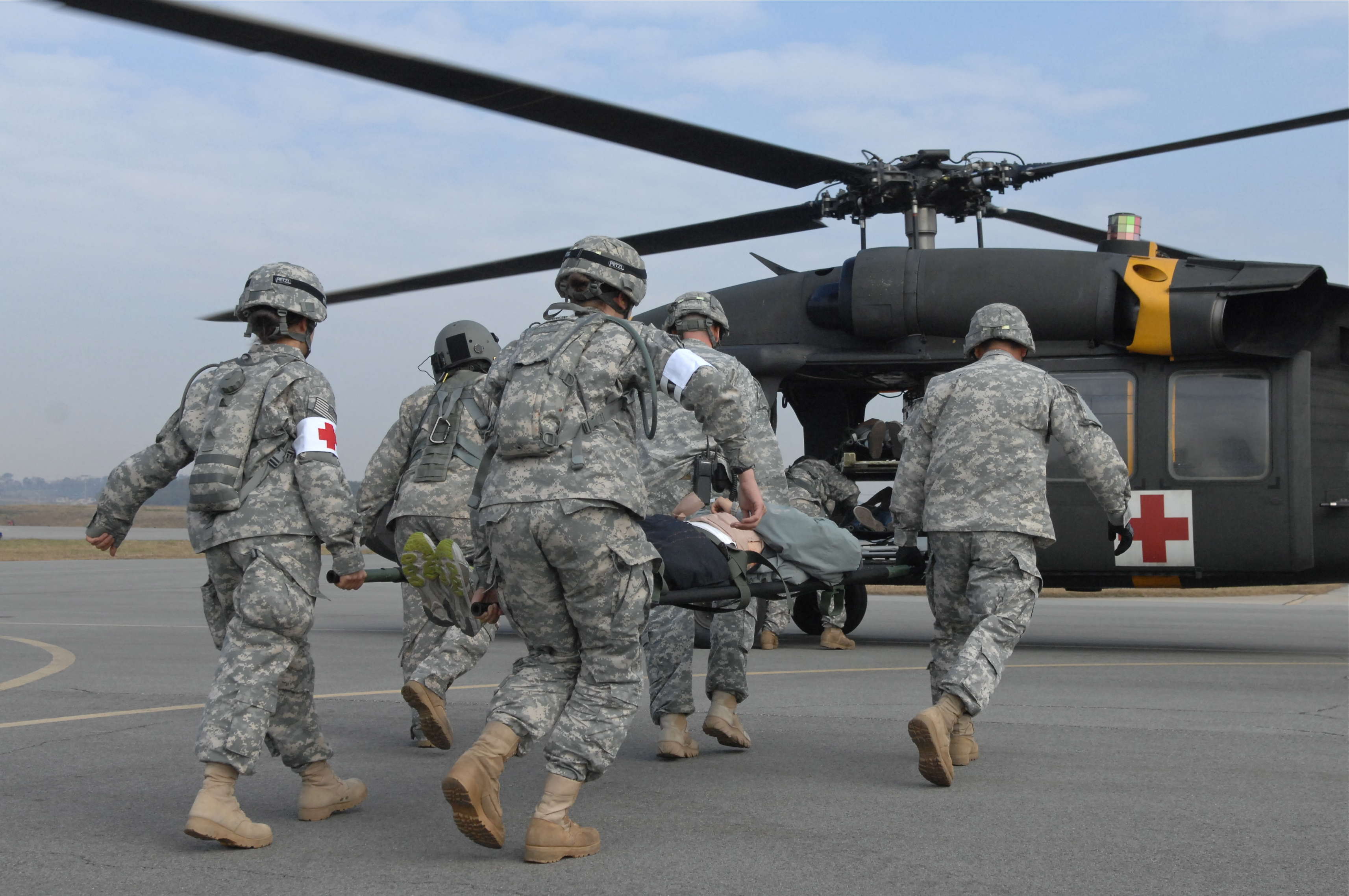
Ejercicio de bajas masivas de 2011 en Camp Humphreys.
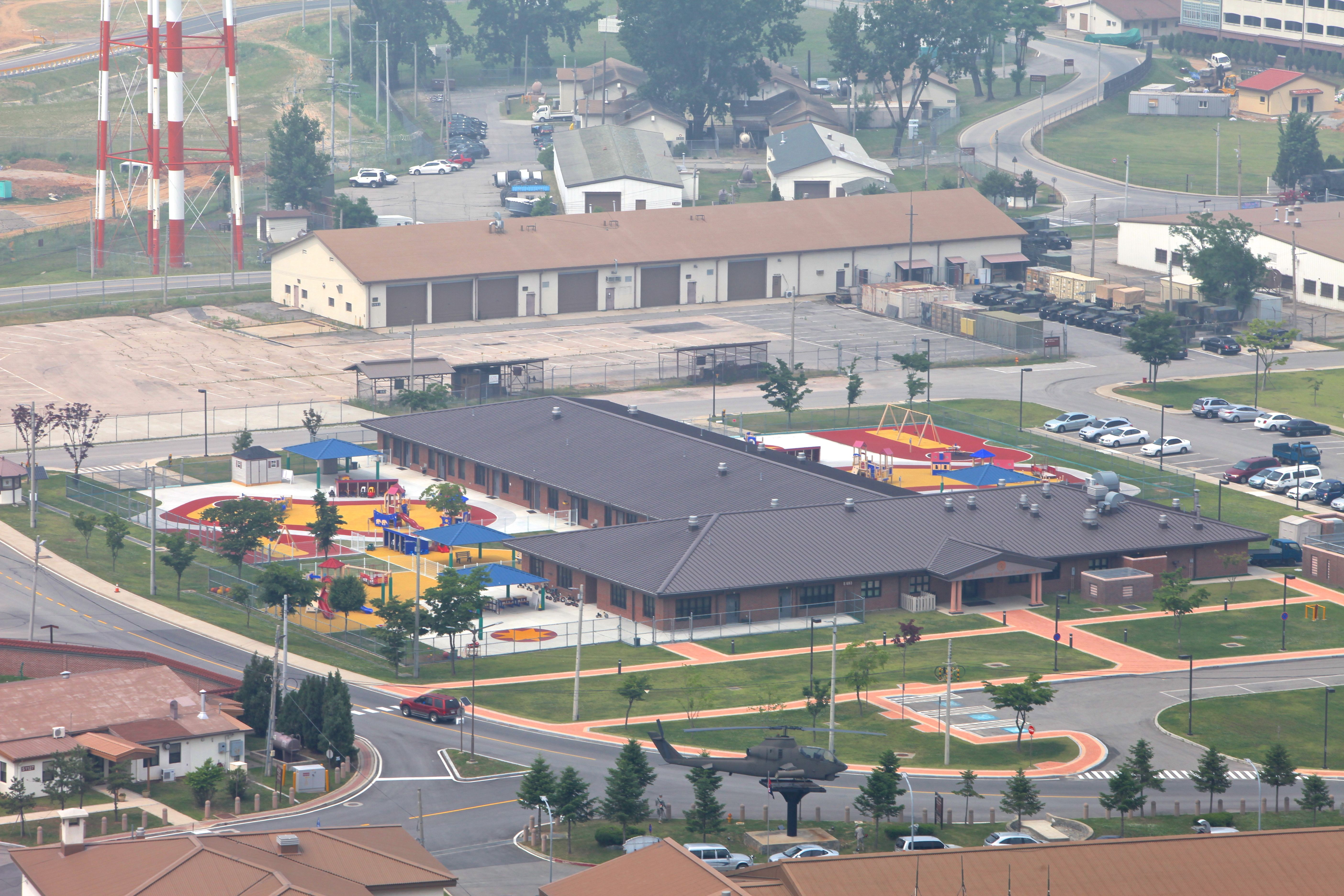
Camp Humphreys en 2013

## Unidades de guarnición
Las siguientes están basadas en Camp Humphreys:
- Fuerzas de Estados Unidos en Corea
- Comando de las Naciones Unidas
- Comando de Fuerzas Combinadas
- Comando de Operaciones Especiales de Corea
- Fuerzas del Cuerpo de Marines de Estados Unidos en Corea
- Octavo Ejército de los Estados Unidos
- 2.ª División de Infantería
- Comando de Gestión de Instalaciones Pacífico – Avanzado
- 2.ª Brigada de Aviación de Combate
- 604th Air Support Operations Squadron
- 65th Brigada Médica
- Actividades del Departamento Médico del Ejército de Estados Unidos en Corea
- 501st Brigada de Inteligencia Militar
- 1.ª Brigada de Señales
- 411th Brigada de Apoyo Contractual
- Equipo de Combate de Brigada Blindada – Unidad rotativa
- Distrito Lejano Oriente del Cuerpo de Ingenieros del Ejército de los Estados Unidos
- 7th Grupo de Servicio de Comunicación de la Fuerza Aérea de la República de Corea
- Servicios de Defensa de Juicio
- Agencia de Logística de Defensa
- Red de Fuerzas Americanas Humphreys, Actividad de Medios de Defensa
- Elemento de Apoyo Logístico del Comando de Material del Ejército
- Unidad de Apoyo del Ejército de los Estados Unidos en el Pacífico
- 4-58th Batallón de Operaciones de Aeródromo
- 11th Batallón de Ingenieros
- 23rd Batallón Químico
- 602nd Batallón de Apoyo de Aviación
- 5th Escuadrón, 17th Regimiento de Caballería
- 4th Batallón de Reconocimiento de Ataque, 2nd Regimiento de Aviación
- 2nd Batallón de Asalto, 2nd Regimiento de Aviación
- 3rd Batallón de Aviación de Apoyo General 2nd Regimiento de Aviación
- 194th Batallón de Apoyo de Sostenimiento de Combate
- 94th Batallón de Policía Militar
- 3rd Batallón de Inteligencia Militar: RC-12X, RC-7[28]
- 524th Batallón de Inteligencia Militar
- 532nd Batallón de Inteligencia Militar
- 719th Batallón de Inteligencia Militar
- Escuadrón de Reconocimiento de Ataque Pesado – Unidad rotativa
- 718th Compañía de Eliminación de Municiones Explosivas
- 568th Compañía Médica
- 618th Compañía Dental
- 106th Compañía Veterinaria
- 339th Compañía de Intendencia
- 501st Compañía de Señales
- 19th Compañía de Recursos Humanos
- 520th Compañía de Municiones
- 142nd Compañía de Policía Militar
- 557th Compañía de Policía Militar
- 8th Compañía del Cuerpo de Servicio Coreano
- 22nd Compañía del Cuerpo de Servicio Coreano
- Batería Charlie, 6th Batallón, 52nd Regimiento de Artillería de Defensa Aérea
- Compañía de Cuartel General y Cuartel General, United States Army Garrison Humphreys
- Destacamento 2, 607th Escuadrón de Clima, Fuerza Aérea de los Estados Unidos
- Destacamento Alpha, Bravo y Compañía de Cuartel General y Cuartel General, 176th Batallón de Finanzas
- 20th Destacamento de Asuntos Públicos
- 5th Destacamento Médico
- 95th Destacamento Médico (Sangre)
- 20th Destacamento de Policía Militar (CID)
- 503rd Destacamento de Perros de Trabajo Militar
- 138 Equipo de Control de Movimiento
- 662nd Equipo de Control de Movimiento
- Actividad Correccional del Ejército de EE.UU. – Corea
- DIVARTY de la 2ID
- 658th Grupo de Apoyo Regional

### Escuelas Dependientes del Departamento de Defensa

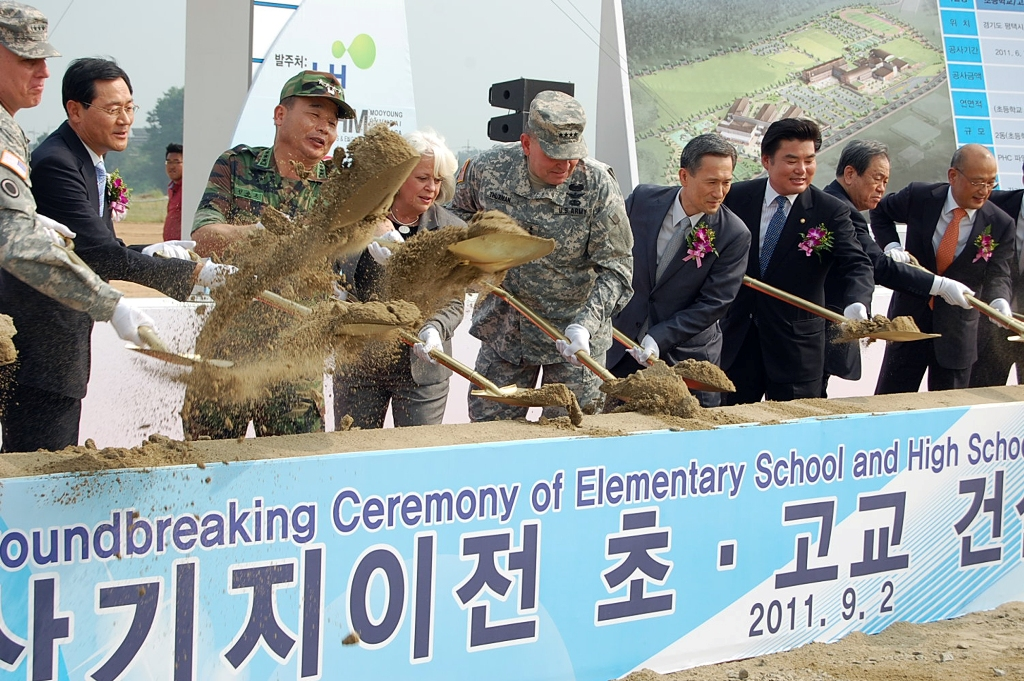
El Gen. James Thurman, comandante de las Fuerzas de Estados Unidos en Corea, o USFK (centro), participa en una ceremonia de colocación de la primera piedra el 2 de septiembre de 2011, en Pyeongtaek, Corea del Sur, marcando el inicio de la construcción de escuelas primaria y secundaria para Camp Humphreys. Las escuelas servirán aproximadamente a 1700 estudiantes, comenzando en junio de 2013. Este proyecto de 85 millones de dólares está siendo financiado por Corea del Sur como parte de su compromiso con el Plan de Reubicación de Yongsan.

El Departamento de Actividad Educativa de Defensa (DoDEA) es una agencia civil del Departamento de Defensa de los Estados Unidos que gestiona todas las escuelas para niños y adolescentes militares, así como para niños y adolescentes de servicio exterior, en los Estados Unidos y también en el extranjero en bases militares estadounidenses en todo el mundo.
DoDEA actualmente gestiona cuatro escuelas en Camp Humphreys. Incluyen Humphreys Central y West Elementary Schools, Humphreys Middle School y Humphreys High School.
En 2011, comenzó la construcción de un nuevo Camp Humphreys para una escuela primaria central y secundaria. En 2013, la construcción completó las nuevas escuelas y los campos atléticos adyacentes que acomodan a 1700 estudiantes. Humphreys Central Elementary School puede acomodar 850 estudiantes con la secundaria acomodando 950. La escuela primaria atiende clases de kindergarten a quinto grado, la escuela media atiende 6.º y 7.º grados y la secundaria cubre 8.º a 12.º grados.

### Intercambio postal
Camp Humphreys es sede de un centro comercial de concesión de 72 000 pies cuadrados, con servicios de lavandería y tintorería, una óptica, proveedores de servicio inalámbrico e internet domésticos, peluquería, floristería, bordado, artículos de regalo y más. A febrero de 2020 de es, la plaza de comida del Intercambio Principal ofrece Popeyes Chicken, Taco Bell, Arby's, Burger King, Pizza Hut, Manchu Wok, Charleys Philly Steaks, Starbucks, Smoothie King, Auntie Anne's y Baskin Robbins. Pizza Hut y Popeyes también ofrecen servicio de entrega diaria.
Hay también tres tiendas pequeñas en Camp Humphreys. La tienda de Zoeckler Station está ubicada cerca de la puerta principal junto al snack bar Katusa y Pizza Hut. Pizza Hut ofrece servicio de entrega diaria para residentes en el puesto. También ubicada cerca de esta instalación, al otro lado de la puerta peatonal, hay servicio de lavandería/tintorería y una peluquería. La tienda de 3rd MI está ubicada en el mismo edificio que Charley's Steakery, que sirve una selección de sándwiches sub.
Una lavandería abierta las 24 horas está ubicada adyacente a la puerta peatonal a Camp Humphreys.
Corea es una asignación de control de raciones. Al llegar, el personal militar, miembros de la familia y empleados civiles necesitan obtener una tarjeta de control de raciones de su Oficina de Pase e ID local antes de comprar en una instalación AAFES. Las tarjetas de identificación del Departamento de Defensa y las tarjetas de control de raciones siempre son necesarias para hacer compras en todas las instalaciones AAFES en Corea del Sur.

### Medicina del Ejército
La Clínica de Salud del Ejército de Camp Humphreys proporciona servicios de atención primaria ambulatoria a miembros del servicio en activo y sus familias que viven en el área de Pyongtaek. Los pacientes deben estar inscritos en la clínica a través de TRICARE y asignados a un proveedor de atención primaria antes de programar citas.
En septiembre de 2019, el Hospital Comunitario del Ejército Brian D. Allgood (BAACH) completó su reubicación desde Yongsan. Esto trae las capacidades completas de un hospital del Ejército a Camp Humphreys. Los servicios principales incluyen atención médica general y quirúrgica, clínicas de atención primaria para adultos y pediátricos, clínicas de especialidades, servicios clínicos, servicios de bienestar y prevención.

## Educación

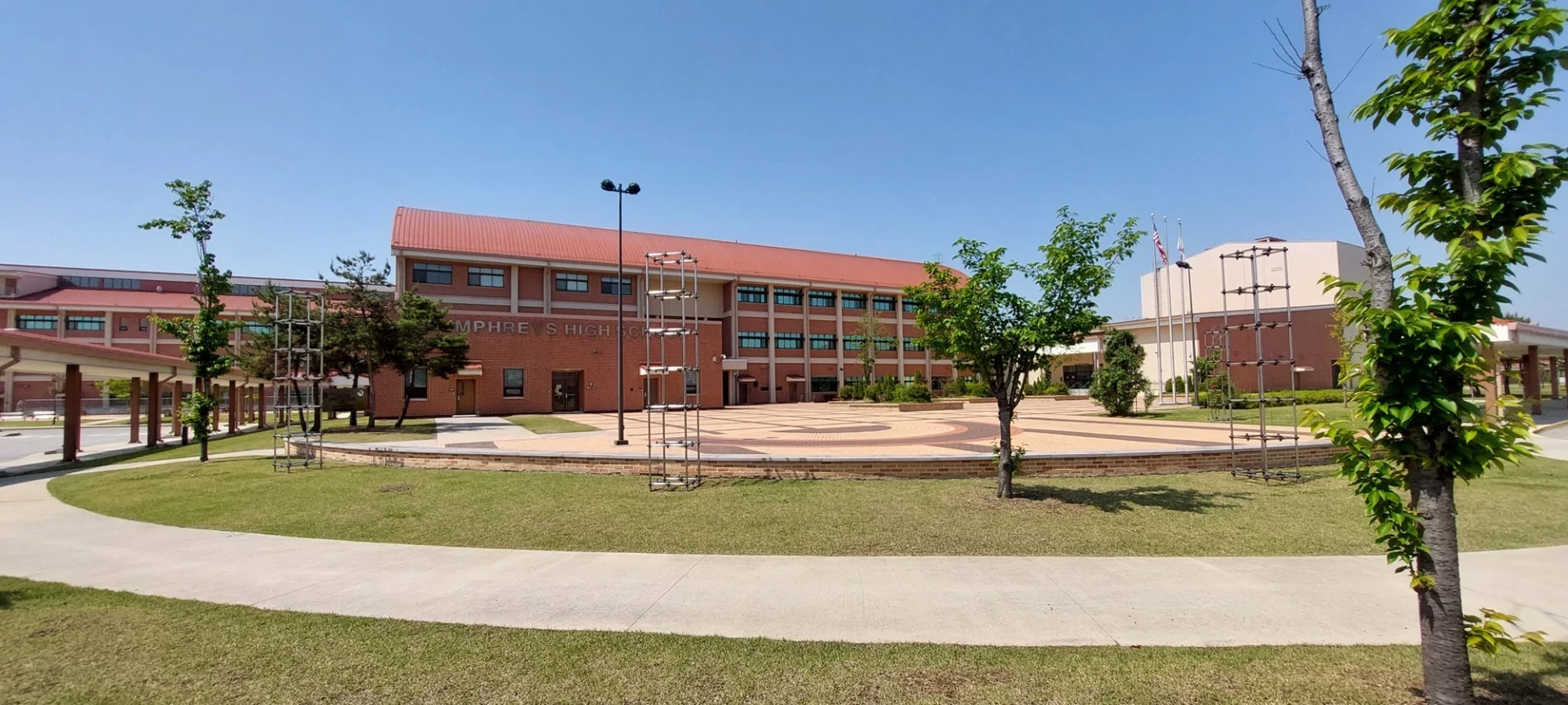
Escuela Secundaria Humphreys

El Departamento de Actividad Educativa de Defensa (DoDEA) opera:
- Humphreys High School[34]
- Humphreys Middle School[35]
- Humphreys Central Elementary School[36]
- Humphreys West Elementary School[37]

## En la cultura popular
- Camp Humphreys aparece en la película de 2013 World War Z.[38]